# Osiedle Zagrody
Osiedle Zagrody – jedno z siedmiu osiedli stanowiących jednostki pomocnicze miasta Niepołomice.  

## Opis
Osiedle Zagrody leży w północno-zachodniej części Niepołomic. Od północy przez rzekę Wisłę, graniczy z miastem Krakowem, od południa z osiedlami: Śródmieście, Boryczów, od wschodu z osiedlem Jazy a od zachodu z osiedlem Podgrabie. Od 2007 roku w skład osiedla wchodzą dawne osady: Świdowa, Pasternik Pierwszy, Pasternik Drugi oraz w części Grabie-Kątek. 
Nazwa Zagrody pochodzi najprawdopodobniej od zlokalizowanej w południowo-zachodniej części osiedla najstarszej osady służebnej przy zamku królewskim w Niepołomicach. Legendy i podania ludowe mówią, że na terenie Zagród pierwsze zabudowania istniały już w początkach Państwa Polskiego.

## Historia
Najbardziej znana historia osiedla sięga XIV wieku i jest nierozłącznie związana z historią Niepołomic. Jak głosi legenda, Król Polski Kazimierz Wielki, często przebierał się w chłopski strój i w takim przebraniu wędrował nocami po wsiach, by poznać życie swoich najuboższych poddanych. Pewnego razu zawitał tak do chaty rodziny Trzaski mieszkających w dawnej osadzie Świdowa, gdzie zgodnie z podaniem, został ubogo, ale szczerze ugoszczony. Ojciec rodziny podzielił się z królem swoim strapieniem, bo nie miał on nikogo, kto by mógł zostać ojcem chrzestnym jego najmłodszego, niedawno narodzonego syna. Gość zgodził się trzymać dziecię do chrztu. W dniu chrztu pod chałupę kmiecia podjechał orszak królewski. Król dotrzymał obietnicy i został ojcem chrzestnym dziecka, któremu nadano imię Kazimierz. Po chrzcie chłopiec otrzymał od króla trzos dukatów i kawał ziemi. Po chrzcie król nie zapomniał o swym chrześniaku. Wykształcił go na księdza i uczonego męża. Podobno, zmienił on nazwisko Trzaska na Trzos - pochodzące od trzosa złota, który otrzymał od króla. Na pamiątkę tego wydarzenia w 2004 roku przy Zamku królewskim w Niepołomicach roku został odsłonięty pomnik Kazimierza Wielkiego z podpisem: „Niepołomiczanie królowi, który nam kościół i zamek zbudował, a piękną legendą miłość do przodków naszych opromienił”. Do dzisiaj wśród mieszkańców prowadzone są zagorzałe dyskusje na temat miejsca, w którym stała chata Trzaski. 
Na terenie osiedla Zagrody dokonano ciekawego odkrycia archeologicznego. W marcu 2001 roku podczas prac w ogrodzie Pan Antoni Siwek mieszkaniec osiedla Zagrody wykopał zawinięte w skórę wyroby z brązu. Wśród nich były bransolety, dwa naramienniki i siekierka. Razem 63 sztuk. Zdaniem archeologów z Muzeum Żup Krakowskich w Wieliczce, znalezisko pochodziło sprzed 3500 lat. Po tym zdarzeniu zostały w tym ogrodzie przeprowadzone prace archeologiczne, w trakcie których odkryto ślady osady z I wieku p.n.e. Była to osada Celtycka po której pozostały fragmenty drewnianych domów (pali) i toczonych na kole części glinianych naczyń.